# Bedřich Hrozný

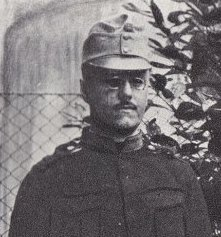
Bedřich Hrozný (1915)

Bedřich Hrozný (tjeckiskt uttal (fil)), född 6 maj 1879 i Lissa an der Elbe, Böhmen, död 12 december 1952 i Prag, var en tjeckisk orientalist.
Hrozný, som 1919 utnämndes till professor i Prag, var verksam inom assyriologin och blev mest känd som grundläggare av den hettitiska språkforskningen. I arbetet Die Sprache der Hethiter (1916) påvisade han det hettitiska språkets indoeuropeiska ursprung.  Under en forskningsresa 1924 påträffade han de så kallade kappadokiska tavlorna med kilskrift vid Kültepe nära Kayseri. Han invaldes 1935 som utländsk ledamot av svenska Vetenskapsakademien.

## Utmärkelser
Asteroiden 5946 Hrozný är uppkallad efter honom.

## Övriga skrifter i urval
- Hethitische Keilschrifttexte aus Boghazköi (1919-21)
- Code hittite (1922)
- Les inscriptions hittites hiéroglyphiques (tre band, 1933-37)
- Die älteste Geschichte Vorderasiens und Indiens (1940)